# Quartiers de Marseille

Carte d'assemblage des 111 quartiers de Marseille. (Cliquer pour agrandir).

Les quartiers de Marseille, au sens du décret no 46-2285 du 18 octobre 1946, constituent un découpage du territoire de la commune de Marseille. Au nombre de 111, ils constituent la base administrative sur laquelle sont établies les statistiques de l'INSEE (population, revenus, éducation et formation, emploi, logement). Les zones non construites, notamment dans le sud de la commune, sont intégrées aux quartiers les plus proches. C'est ainsi que le quartier de Vaufrèges, le plus étendu et le plus rural des 111, couvre pour l'essentiel un large domaine montagneux couvert de forêt et de garrigue, ainsi que la moitié est des calanques de Marseille, jusqu'à En-Vau inclus. Le quartier des Goudes inclut l'archipel de Riou (inhabité), tandis que les îles du Frioul, dont l'une est habitée, constituent un quartier.
Par ailleurs les Marseillais considèrent comme quartiers de nombreux lieux d'activités ou zones de vie auxquels ils sont attachés, en deçà ou par-delà les limites administratives : le Panier, la Plaine, le Vallon des Auffes, etc.
Enfin le terme de « quartiers » (au pluriel) sert souvent à désigner tout un grand secteur informel de la ville. Ainsi l'expression « les quartiers nord », parfois utilisée de manière péjorative, désigne l'ensemble des arrondissements les plus pauvres de la ville (13e, 14e, 15e, 16e, mais aussi 3e), où sont concentrés le plus grand nombre de cités populaires et d'immeubles dégradés ou en péril.

## Les 111 grands quartiers administratifs
| Arrondis- sement            | Grand quartier | Grand quartier       | Population (source Insee) | Population (source Insee) | Population (source Insee) | Population (source Insee) | Liste des IRIS (sous-quartiers) ‹H› habitation ; ‹A› activités ; ‹D› divers/rural |
| Arrondis- sement            | Code           | Nom                  | 2007                      | 2012                      | 2016                      | 2021                      | Liste des IRIS (sous-quartiers) ‹H› habitation ; ‹A› activités ; ‹D› divers/rural |
| --------------------------- | -------------- | -------------------- | ------------------------- | ------------------------- | ------------------------- | ------------------------- | --- |
| 1er arrond. (Ier secteur)   | 13 201 01      | Belsunce             | 9 628                     | 9 106                     | 9 809                     | 9 009                     | - 01 : La Bourse ‹A› - 02 : Thubaneau ‹H› - 03 : Colbert-Providence ‹H› - 04 : Bernard du Bois ‹H› |
| 1er arrond. (Ier secteur)   | 13 201 02      | Le Chapitre          | 6 978                     | 7 080                     | 7 092                     | 6 633                     | - 01 : Gambetta ‹H› - 02 : Joseph Thierry ‹H› - 03 : Vierge Dorée ‹H› |
| 1er arrond. (Ier secteur)   | 13 201 03      | Noailles             | 5 621                     | 4 863                     | 4 935                     | 4 480                     | - 01 : Rome ‹A› - 02 : Gare de l'Est ‹H› - 03 : Domaine Ventre ‹H› |
| 1er arrond. (Ier secteur)   | 13 201 04      | Opéra                | 4 437                     | 4 117                     | 4 542                     | 5 852                     | - 01 : Saint-Ferréol ‹A› - 02 : Estienne d'Orves ‹H› |
| 1er arrond. (Ier secteur)   | 13 201 05      | Saint-Charles        | 8 506                     | 8 492                     | 8 596                     | 8 404                     | - 01 : Madeleine ‹H› - 02 : Longchamp ‹H› - 03 : Flammarion ‹H› - 04 : Saint-Charles-Guibal ‹H› - 05 : Saint-Charles-Gare ‹A› |
| 1er arrond. (Ier secteur)   | 13 201 06      | Thiers               | 5 435                     | 5 314                     | 5 229                     | 5 056                     | - 01 : Gymnase ‹H› - 02 : Les Réformes ‹H› |
| 2e arrond. (IIe secteur)    | 13 202 01      | Arenc                | 1 370                     | 1 645                     | 1 661                     | 1 399                     | - 01 : Arenc ‹A› |
| 2e arrond. (IIe secteur)    | 13 202 02      | Les Grands-Carmes    | 7 707                     | 7 577                     | 7 464                     | 6 664                     | - 01 : Montolieu ‹H› - 02 : Les Carmes ‹H› - 03 : Dames ‹H› - 04 : Le Panier ‹H› - 05 : Charité République ‹H› |
| 2e arrond. (IIe secteur)    | 13 202 03      | Hôtel-de-Ville       | 7 504                     | 6 413                     | 6 158                     | 5 631                     | - 01 : Quai du Port ‹H› - 02 : Saint-Jean-Protis ‹H› - 03 : Hôtel-Dieu ‹H› |
| 2e arrond. (IIe secteur)    | 13 202 04      | La Joliette          | 8 646                     | 8 638                     | 9 606                     | 9 932                     | - 01 : L'Évêché-Les Docks ‹H› - 02 : Albrand-Pontèves ‹H› - 03 : Forbin ‹H› - 04 : Mazenod-République ‹H› |
| 3e arrond. (IIe secteur)    | 13 203 01      | Belle de Mai         | 13 765                    | 14 256                    | 14 990                    | 15 351                    | - 01 : Ricard-Guigou ‹H› - 02 : Les Friches-Cadenat ‹H› - 03 : Les Casernes ‹H› - 04 : Loubon ‹H› - 05 : Caffo Révolution ‹H› |
| 3e arrond. (IIe secteur)    | 13 203 02      | Saint-Lazare         | 10 668                    | 10 082                    | 12 595                    | 12 978                    | - 01 : Général Leclerc ‹A› - 02 : Les Facultés ‹H› - 03 : Camille Pelletan ‹H› - 04 : Le Racati ‹H› - 05 : Kléber ‹H› |
| 3e arrond. (IIe secteur)    | 13 203 03      | Saint-Mauront        | 13 048                    | 12 020                    | 11 765                    | 15 344                    | - 01 : Jet d'Eau-Barbini ‹H› - 02 : Arzial-La Butte ‹H› - 03 : Pyat Auphan ‹H› - 04 : Briancon ‹A› - 05 : Bellevue Caravelle ‹H› - 06 : Bellevue-Pyat ‹H› |
| 3e arrond. (IIe secteur)    | 13 203 04      | La Villette          | 8 035                     | 8 309                     | 8 424                     | 9 440                     | - 01 : Potier ‹H› - 02 : Peyssonnel ‹H› - 03 : Fonscolombes ‹H› |
| 4e arrond. (IIIe secteur)   | 13 204 01      | La Blancarde         | 14 828                    | 15 292                    | 15 583                    | 15 778                    | - 01 : Chemin de Fer ‹H› - 02 : Chave Foch ‹H› - 03 : Vallier ‹H› - 04 : Blancarde Rougier ‹H› - 05 : Poucel Blancarde ‹H› - 06 : Beausoleil ‹H› |
| 4e arrond. (IIIe secteur)   | 13 204 02      | Les Chartreux        | 9 473                     | 9 273                     | 9 347                     | 11 242                    | - 01 : Banon-Roux ‹H› - 02 : Sainte-Agnès ‹H› - 03 : Chartreux Arras ‹H› - 04 : Les Nouveaux Chartreux ‹H› - 05 : Le Dôme ‹A› |
| 4e arrond. (IIIe secteur)   | 13 204 03      | Chutes-Lavie         | 9 182                     | 9 495                     | 9 371                     | 9 583                     | - 01 : Léglize-Chutes Lavie ‹H› - 02 : Flemming-Garderie ‹H› - 03 : Guigou ‹H› - 04 : Pautrier ‹H› |
| 4e arrond. (IIIe secteur)   | 13 204 04      | Cinq Avenues         | 13 760                    | 13 809                    | 13 774                    | 13 464                    | - 01 : Trois Frères Carasso ‹H› - 02 : Maréchal Fayolle ‹H› - 03 : Chape ‹H› - 04 : Palais Longchamp ‹H› |
| 5e arrond. (IIIe secteur)   | 13 205 01      | Baille               | 11 618                    | 11 527                    | 10 937                    | 10 259                    | - 01 : Brun Brandis ‹H› - 02 : Sainte-Cécile ‹H› - 03 : Hôpital de la Timone ‹A› - 04 : Baille-Bravet ‹H› - 05 : Antoine Maille ‹H› |
| 5e arrond. (IIIe secteur)   | 13 205 02      | Le Camas             | 15 617                    | 16 585                    | 16 310                    | 15 873                    | - 01 : George-Verdun ‹A› - 02 : Monte-Christo-Camas ‹H› - 03 : Eugène Pierre ‹H› - 04 : Chave-Abbé de l'Épée ‹H› - 05 : La Plaine ‹H› - 06 : Barry-Camas ‹H› - 07 : Olivier-Chave ‹H›                                                                                  |
| 5e arrond. (IIIe secteur)   | 13 205 03      | La Conception        | 9 063                     | 9 511                     | 9 772                     | 10 257                    | - 01 : Astruc ‹H› - 02 : Ferrari ‹H› - 03 : Arago-Brochier ‹H› - 04 : Pauriol-Vertus ‹H› - 05 : Hôpital de la Conception ‹A› |
| 5e arrond. (IIIe secteur)   | 13 205 04      | Saint-Pierre         | 8 620                     | 8 836                     | 9 255                     | 9 059                     | - 01 : Jean Martin ‹H› - 02 : Riviéra-Facultés ‹H› - 03 : Louis Loucheur ‹H› |
| 6e arrond. (IVe secteur)    | 13 206 01      | Castellane           | 6 839                     | 7 169                     | 6 953                     | 6 224                     | - 01 : Escat-Saint Adrien ‹H› - 02 : Fiolle-Castellane ‹H› - 03 : Castellane-Italie ‹H› |
| 6e arrond. (IVe secteur)    | 13 206 02      | Lodi                 | 9 234                     | 8 673                     | 9 089                     | 9 185                     | - 01 : Delphes-Toulon ‹A› - 02 : Le Méditerranée ‹H› - 03 : Gouffe ‹H› - 04 : Marengo-Lodi ‹H› |
| 6e arrond. (IVe secteur)    | 13 206 03      | Notre-Dame-du-Mont   | 7 179                     | 7 033                     | 7 360                     | 6 593                     | - 01 : Bergers ‹H› - 02 : Tilsit-Blanqui ‹H› - 03 : Julien ‹H› |
| 6e arrond. (IVe secteur)    | 13 206 04      | Palais de Justice    | 5 371                     | 5 533                     | 5 663                     | 5 170                     | - 01 : Pierre Puget ‹A› - 02 : Saint-Jacques-Breteuil ‹H› - 03 : Aune-Puget ‹H› |
| 6e arrond. (IVe secteur)    | 13 206 05      | Préfecture           | 4 031                     | 3 642                     | 3 598                     | 3 193                     | - 01 : Félix Baret ‹A› - 02 : Salvator ‹H› |
| 6e arrond. (IVe secteur)    | 13 206 06      | Vauban               | 10 074                    | 9 789                     | 10 406                    | 9 279                     | - 01 : Torrents-Escat ‹H› - 02 : Vauban-Fénelon ‹H› - 03 : Notre-Dame de la Garde ‹H› - 04 : Martinique ‹H› |
| 7e arrond. (Ier secteur)    | 13 207 01      | Bompard              | 4 124                     | 4 220                     | 4 254                     | 3 949                     | - 01 : Oriol-Baudille ‹H› - 02 : Amédée Autran ‹H› |
| 7e arrond. (Ier secteur)    | 13 207 02      | Endoume              | 5 455                     | 5 012                     | 4 904                     | 4 737                     | - 01 : Valmer ‹H› - 02 : Malmousque-Pêcheurs ‹H› - 03 : Vallon des Auffes ‹H› |
| 7e arrond. (Ier secteur)    | 13 207 03      | Les Îles (du Frioul) | 205                       | 146                       | 76                        | 258                       | - 01 : Les Îles ‹H› |
| 7e arrond. (Ier secteur)    | 13 207 04      | Le Pharo             | 6 269                     | 6 153                     | 6 064                     | 6 221                     | - 01 : Saint-Nicolas ‹H› - 02 : Les Catalans ‹H› - 03 : César Aleman ‹H› |
| 7e arrond. (Ier secteur)    | 13 207 05      | Le Roucas Blanc      | 3 713                     | 3 707                     | 3 712                     | 3 627                     | - 01 : Estrangin ‹H› - 02 : Roches-Prophète ‹H› |
| 7e arrond. (Ier secteur)    | 13 207 06      | Saint-Lambert        | 9 354                     | 9 456                     | 9 222                     | 9 110                     | - 01 : Samatan ‹H› - 02 : Crinas-Saint-Eugène ‹H› - 03 : Tobélem-Endoume ‹H› - 04 : Dellepiane ‹H› |
| 7e arrond. (Ier secteur)    | 13 207 07      | Saint-Victor         | 6 791                     | 6 926                     | 6 942                     | 6 728                     | - 01 : Tellène ‹H› - 02 : Corderie ‹H› - 03 : La Criée ‹H› |
| 8e arrond. (IVe secteur)    | 13 208 01      | Bonneveine           | 4 904                     | 5 148                     | 4 907                     | 5 584                     | - 01 : Les Vagues ‹H› - 02 : Hambourg Sablier ‹H› - 03 : Parc Borély ‹D› |
| 8e arrond. (IVe secteur)    | 13 208 02      | Les Goudes           | 348                       | 495                       | 502                       | 604                       | - 01 : Les Goudes ‹H› |
| 8e arrond. (IVe secteur)    | 13 208 03      | Montredon            | 5 063                     | 4 905                     | 5 308                     | 5 475                     | - 01 : La Verrerie ‹H› - 02 : Engalière-Carthage ‹H› - 03 : Campagne Pastre ‹D› |
| 8e arrond. (IVe secteur)    | 13 208 04      | Périer               | 13 549                    | 12 897                    | 13 073                    | 13 271                    | - 01 : Farges-Périer ‹H› - 02 : Mermoz Prado ‹H› - 03 : Lord Duveen ‹H› - 04 : Crémieux Vallence ‹H› - 05 : Cadenelle ‹H› - 06 : Les Boucles Périer ‹H› |
| 8e arrond. (IVe secteur)    | 13 208 05      | La Plage             | 2 845                     | 2 509                     | 2 843                     | 2 804                     | - 01 : La Plage ‹H› - 02 : Le Palm Beach ‹D› |
| 8e arrond. (IVe secteur)    | 13 208 06      | La Pointe Rouge      | 8 450                     | 8 227                     | 8 198                     | 8 613                     | - 01 : Port de la Pointe Rouge ‹H› - 02 : Marseilleveyre ‹H› - 03 : Les Tours Granados ‹H› - 04 : Roy d'Espagne Chabrier ‹H› |
| 8e arrond. (IVe secteur)    | 13 208 07      | Le Rouet             | 11 820                    | 12 178                    | 13 586                    | 13 585                    | - 01 : Turcat Mery ‹H› - 02 : Roger Renzo ‹H› - 03 : Rabatau ‹H› - 04 : Louvain ‹H› |
| 8e arrond. (IVe secteur)    | 13 208 08      | Saint-Giniez         | 10 133                    | 9 919                     | 14 423                    | 14 977                    | - 01 : Parc Chanot ‹D› - 02 : Grand Saint-Giniez ‹H› - 03 : Orado-Carmagnole ‹H› - 04 : Milan-Gabès ‹H› - 05 : Mermoz-Grand Pavois ‹H› - 06 : Provence-Île-de-France ‹H›                                                                                               |
| 8e arrond. (IVe secteur)    | 13 208 09      | Sainte-Anne          | 13 171                    | 13 606                    | 9 736                     | 9 949                     | - 01 : La Sérane ‹H› - 02 : Haïfa-Bartoli ‹H› - 03 : Barral-Bonnet ‹H› - 04 : Le Corbusier ‹H› - 05 : Huveaune-Clot-Bey ‹A› |
| 8e arrond. (IVe secteur)    | 13 208 10      | Vieille Chapelle     | 8 633                     | 8 181                     | 8 148                     | 7 743                     | - 01 : Zenatti-Floralia ‹H› - 02 : Goumier-Berneix ‹H› - 03 : Antilles Résidence ‹H› - 04 : Centre Vie Bonneveine ‹A› |
| 9e arrond. (Ve secteur)     | 13 209 01      | Les Baumettes        | 7 150                     | 7 299                     | 7 258                     | 6 990                     | - 01 : Beauvallon-Seigneurie ‹H› - 02 : Morgiou-Hauts de Mazargues ‹H› - 03 : Maison d'Arrêt ‹H› - 04 : Calanque de Morgiou Partie Ouest ‹D› |
| 9e arrond. (Ve secteur)     | 13 209 02      | Le Cabot             | 11 365                    | 10 942                    | 11 076                    | 11 154                    | - 01 : Val des Bois ‹H› - 02 : Village du Cabot-Campagne Berger ‹H› - 03 : Allée des Pins ‹H› - 04 : Valmante-Colline Saint-Joseph ‹H› |
| 9e arrond. (Ve secteur)     | 13 209 03      | Carpiagne            | 704                       | 410                       | 1 181                     | 525                       | - 01 : Carpiagne ‹H› |
| 9e arrond. (Ve secteur)     | 13 209 04      | Mazargues            | 18 397                    | 17 527                    | 17 011                    | 17 914                    | - 01 : Michelet-Blanc ‹H› - 02 : La Verdière-Aiguier ‹H› - 03 : Château-Sec-Montval ‹H› - 04 : Valmante-Hespérides ‹H› - 05 : Mazargues Village ‹H› - 06 : Michelet-de Lattre ‹H› - 07 : Martheline-La Soude ‹H› - 08 : Lanciers-Cyclamens ‹H› - 09 : E.D.F. Viton ‹A› |
| 9e arrond. (Ve secteur)     | 13 209 05      | La Panouse           | 5 517                     | 5 502                     | 5 698                     | 5 940                     | - 01 : Parc des Cèdres-Panouse ‹H› - 02 : La Panouse ‹D› - 03 : La Rouvière ‹H› |
| 9e arrond. (Ve secteur)     | 13 209 06      | Le Redon             | 5 349                     | 4 888                     | 5 048                     | 5 609                     | - 01 : Lotissement Mireille-Clairval ‹H› - 02 : Domaine de Luminy ‹H› - 03 : Calanque de Morgiou Partie Est ‹D› |
| 9e arrond. (Ve secteur)     | 13 209 07      | Sormiou              | 7 121                     | 6 809                     | 7 089                     | 7 597                     | - 01 : Bengale-Fontclair ‹H› - 02 : Sormiou-Cayolle ‹H› - 03 : Calanque de Sormiou ‹D› - 04 : La Jarre-Roy d'Espagne ‹A› |
| 9e arrond. (Ve secteur)     | 13 209 08      | Sainte-Marguerite    | 20 693                    | 19 997                    | 19 598                    | 20 720                    | - 01 : Métro Dromel ‹H› - 02 : La Pauline ‹H› - 03 : Romain Rolland-Claudel ‹H› - 04 : Square Michelet ‹H› - 05 : Cravache-Le Brix ‹H› - 06 : Jean Boin-Roseraie ‹H› - 07 : Vert Pré ‹H› - 08 : Sévigné-Trioulet ‹H› - 09 : Les Hôpitaux-C.N.R.S. ‹A›                  |
| 9e arrond. (Ve secteur)     | 13 209 09      | Vaufrèges            | 522                       | 754                       | 565                       | 653                       | - 01 : Vaufrèges-Léon Lachamp ‹D› - 02 : Calanque de Port-Pin ‹D› |
| 10e arrond. (Ve secteur)    | 13 210 01      | La Capelette         | 9 366                     | 10 454                    | 12 295                    | 13 140                    | - 01 : Mireille Lauze-Vert Clos ‹H› - 02 : Benjamin Delessert ‹H› - 03 : Saint-Jean-Curtel ‹H› - 04 : Aciéries-Curtel ‹A› |
| 10e arrond. (Ve secteur)    | 13 210 02      | Menpenti             | 3 648                     | 4 130                     | 4 541                     | 4 030                     | - 01 : Toulon-Galinat ‹H› - 02 : Parc du Prado ‹D› |
| 10e arrond. (Ve secteur)    | 13 210 03      | Pont-de-Vivaux       | 4 339                     | 4 114                     | 4 465                     | 6 259                     | - 01 : Pont de Vivaux-Icard ‹H› - 02 : Hippodrome Vivaux ‹H› |
| 10e arrond. (Ve secteur)    | 13 210 04      | Saint-Loup           | 15 450                    | 16 084                    | 14 705                    | 15 332                    | - 01 : Gardanne-Fauvière ‹H› - 02 : Queirel ‹H› - 03 : Château Saint-Cyr ‹H› - 04 : Lycée Est-Saint-Cyr ‹H› - 05 : Chanteperdrix-Trois Ponts ‹H› - 06 : Jardins-Saint-Thys ‹H› - 07 : Grands Pins ‹H› - 08 : Mont Rouvière ‹D›                                         |
| 10e arrond. (Ve secteur)    | 13 210 05      | Saint-Tronc          | 13 654                    | 14 372                    | 14 925                    | 14 740                    | - 01 : La Sauvagère-Sainte-Geneviève ‹H› - 02 : Campagne La Rose ‹H› - 03 : La Sauvagère-Bellevue ‹H› - 04 : La Marguerite ‹H› - 05 : Castel Roc ‹H› - 06 : Jean Perrin ‹H›                                                                                            |
| 10e arrond. (Ve secteur)    | 13 210 06      | La Timone            | 5 087                     | 5 125                     | 5 259                     | 5 497                     | - 01 : Cabassud-Mireille Lauze ‹H› - 02 : Mathurin-Timone ‹H› - 03 : Cimetière Saint-Pierre ‹D› |
| 11e arrond. (VIe secteur)   | 13 211 01      | Les Accates          | 1 681                     | 1 804                     | 1 960                     | 2 201                     | - 01 : Les Accates ‹H› |
| 11e arrond. (VIe secteur)   | 13 211 02      | La Barasse           | 2 480                     | 2 461                     | 2 501                     | 2 249                     | - 01 : La Barasse ‹H› - 02 : Les Collines de la Barasse ‹D› |
| 11e arrond. (VIe secteur)   | 13 211 03      | Les Camoins          | 4 251                     | 4 459                     | 4 809                     | 5 374                     | - 01 : Les Camoins ‹H› |
| 11e arrond. (VIe secteur)   | 13 211 04      | Éoures               | 1 424                     | 1 453                     | 1 624                     | 1 598                     | - 01 : Éoures ‹H› |
| 11e arrond. (VIe secteur)   | 13 211 05      | La Millière          | 3 091                     | 2 773                     | 2 894                     | 2 745                     | - 01 : La Millière ‹H› - 02 : Les Collines de la Millière ‹D› |
| 11e arrond. (VIe secteur)   | 13 211 06      | La Pomme             | 17 319                    | 17 787                    | 17 927                    | 18 045                    | - 01 : Air Bel-Clémentine ‹H› - 02 : Air Bel-Pommeraie ‹H› - 03 : La Grognarde ‹H› - 04 : Pommeraie-Saint-Jean ‹H› - 05 : La Mazenode ‹H› - 06 : Bel Ombre ‹H› - 07 : Campanules-Faïenciers ‹H› - 08 : Sainte-Madeleine ‹H› - 09 : William Booth ‹H›                   |
| 11e arrond. (VIe secteur)   | 13 211 07      | Saint-Marcel         | 10 509                    | 10 256                    | 9 938                     | 9 960                     | - 01 : Saint-Marcel Haut ‹H› - 02 : Saint-Marcel Village ‹H› - 03 : Collet des Comtes ‹H› - 04 : Les Libérateurs ‹H› - 05 : Z.I. Saint-Marcel ‹A› - 06 : Les Collines de Saint-Marcel ‹D›                                                                              |
| 11e arrond. (VIe secteur)   | 13 211 08      | Saint-Menet          | 2 539                     | 2 050                     | 2 736                     | 2 853                     | - 01 : Saint-Menet ‹H› - 02 : Z.I. Saint-Menet ‹A› |
| 11e arrond. (VIe secteur)   | 13 211 09      | La Treille           | 905                       | 821                       | 862                       | 945                       | - 01 : La Treille ‹H› |
| 11e arrond. (VIe secteur)   | 13 211 10      | La Valbarelle        | 9 735                     | 9 758                     | 9 107                     | 8 696                     | - 01 : Lanfranchi-Bonfort ‹H› - 02 : Heckel ‹H› - 03 : Michelis-Saint-Jacques ‹H› - 04 : Les Hauts de Saint-Jacques ‹D› - 05 : Néréide-Bosquet ‹H› |
| 11e arrond. (VIe secteur)   | 13 211 11      | La Valentine         | 3 250                     | 3 212                     | 3 399                     | 3 251                     | - 01 : Valentine Village ‹H› - 02 : Centres commerciaux La Valentine ‹A› |
| 12e arrond. (VIe secteur)   | 13 212 01      | Les Caillols         | 9 101                     | 9 742                     | 9 581                     | 10 634                    | - 01 : Mirabelle-Anémones ‹H› - 02 : Les Comtes-Eydalin ‹H› - 03 : La Grande Bastide Cazaulx ‹H› |
| 12e arrond. (VIe secteur)   | 13 212 02      | La Fourragère        | 7 310                     | 7 526                     | 7 725                     | 7 978                     | - 01 : Dessuard-Rosière ‹H› - 02 : Fourragère-Borromées-Vendôme ‹H› |
| 12e arrond. (VIe secteur)   | 13 212 03      | Montolivet           | 12 109                    | 12 310                    | 12 037                    | 12 294                    | - 01 : Petit Bosquet ‹H› - 02 : Prés Fleuris ‹H› - 03 : Plateau de Montolivet ‹H› - 04 : Bois Lemaître ‹H› - 05 : Sénafrica ‹H› |
| 12e arrond. (VIe secteur)   | 13 212 04      | Saint-Barnabé        | 12 529                    | 12 070                    | 12 010                    | 11 884                    | - 01 : Bois Luzy-Jean Rameau ‹H› - 02 : Saint-Barnabé-Montaigne-Orangerie ‹H› - 03 : Hagueneau-Garoutte ‹H› - 04 : Pervenches-Provence-Hopkinson ‹H› - 05 : Hespérides-Haïti ‹H› - 06 : Gasquy-Hugues-Garlaban ‹H›                                                     |
| 12e arrond. (VIe secteur)   | 13 212 05      | Saint-Jean du Désert | 3 258                     | 3 825                     | 3 475                     | 3 904                     | - 01 : Saint-Jean du Désert ‹H› |
| 12e arrond. (VIe secteur)   | 13 212 06      | Saint-Julien         | 9 800                     | 9 939                     | 10 068                    | 10 377                    | - 01 : Les Bougainvillées ‹H› - 02 : La Comtesse ‹H› - 03 : Beaumont ‹H› - 04 : Rougemont-Les Amandiers ‹H› |
| 12e arrond. (VIe secteur)   | 13 212 07      | Les Trois-Lucs       | 4 667                     | 5 117                     | 5 902                     | 6 034                     | - 01 : Enco de Botte ‹H› - 02 : Esperanza ‹H› |
| 13e arrond. (VIIe secteur)  | 13 213 01      | Château Gombert      | 5 194                     | 5 708                     | 6 785                     | 8 159                     | - 01 : Château-Gombert-Technopole ‹H› - 02 : Château-Gombert-Fumade ‹H› |
| 13e arrond. (VIIe secteur)  | 13 213 02      | La Croix-Rouge       | 5 475                     | 6 348                     | 6 263                     | 6 699                     | - 01 : Les Vieux Cyprès ‹H› - 02 : Delprat ‹H› |
| 13e arrond. (VIIe secteur)  | 13 213 03      | Malpassé             | 11 708                    | 11 148                    | 11 018                    | 9 704                     | - 01 : Oliviers-Lauriers ‹H› - 02 : Malpassé-Roubaix ‹H› - 03 : Tilleuls-Valmont ‹H› - 04 : Les Cèdres-Cyprès ‹H› |
| 13e arrond. (VIIe secteur)  | 13 213 04      | Les Médecins         | 1 074                     | 1 107                     | 1 174                     | 1 289                     | - 01 : Les Médecins ‹H› |
| 13e arrond. (VIIe secteur)  | 13 213 05      | Les Mourets          | 1 739                     | 1 645                     | 1 951                     | 1 851                     | - 01 : Les Mourets ‹H› |
| 13e arrond. (VIIe secteur)  | 13 213 06      | Les Olives           | 14 774                    | 15 181                    | 14 982                    | 15 387                    | - 01 : Saint-Théodore ‹H› - 02 : La Marie ‹H› - 03 : Les Olives Village ‹H› - 04 : Fondacle ‹H› - 05 : Ravelle-Mont Riant ‹H› - 06 : La Maurelle ‹H› |
| 13e arrond. (VIIe secteur)  | 13 213 07      | Palama               | 2 508                     | 2 513                     | 2 303                     | 2 518                     | - 01 : Palama ‹H› |
| 13e arrond. (VIIe secteur)  | 13 213 08      | La Rose              | 14 258                    | 13 835                    | 13 695                    | 13 516                    | - 01 : Val Plan ‹H› - 02 : Le Clos ‹H› - 03 : Métro La Rose ‹H› - 04 : Les Jonquilles ‹H› - 05 : Frais-Vallon ‹H› |
| 13e arrond. (VIIe secteur)  | 13 213 09      | Saint-Jérôme         | 10 480                    | 10 087                    | 10 376                    | 9 382                     | - 01 : Lilas-Oliviers ‹H› - 02 : Normandie Niémen ‹H› - 03 : Saint-Jérôme Pélabon ‹H› - 04 : Val d'Azur ‹H› |
| 13e arrond. (VIIe secteur)  | 13 213 10      | Saint-Just           | 14 272                    | 14 417                    | 14 737                    | 15 146                    | - 01 : Saint-Paul Corot ‹H› - 02 : La Mongrane ‹H› - 03 : Lacordaire ‹H› - 04 : Daudet Perrin ‹H› - 05 : Les Floralies-Beau Plan ‹H› - 06 : parc Corot ‹H› |
| 13e arrond. (VIIe secteur)  | 13 213 11      | Saint-Mitre          | 7 533                     | 8 134                     | 8 469                     | 8 605                     | - 01 : Les Prairies ‹H› - 02 : Les Balustres ‹H› - 03 : La Baronne ‹H› |
| 14e arrond. (VIIe secteur)  | 13 214 01      | Les Arnavaux         | 5 767                     | 5 378                     | 5 497                     | 5 193                     | - 01 : Finat Duclos ‹H› - 02 : Vieux Moulin ‹H› - 03 : Marché d'Intérêt National Gay Lussac ‹A› |
| 14e arrond. (VIIe secteur)  | 13 214 02      | Bon-Secours          | 11 358                    | 11 318                    | 11 497                    | 9 756                     | - 01 : La Marine ‹H› - 02 : Gibbes ‹H› - 03 : Églantines-Rosiers ‹H› - 04 : Saint-Gabriel ‹H› - 05 : La Glacière ‹H› |
| 14e arrond. (VIIe secteur)  | 13 214 03      | Le Canet             | 8 531                     | 7 431                     | 7 556                     | 7 836                     | - 01 : R.P. Moretti ‹H› - 02 : Casanova ‹H› - 03 : États-Unis ‹H› |
| 14e arrond. (VIIe secteur)  | 13 214 04      | Le Merlan            | 8 649                     | 9 112                     | 9 914                     | 10 047                    | - 01 : La Batarelle ‹H› - 02 : Guynemer ‹H› - 03 : Santa Cruz ‹H› - 04 : Château Vento ‹H› - 05 : Vallon d'Ol ‹D› |
| 14e arrond. (VIIe secteur)  | 13 214 05      | Saint-Barthélemy     | 18 040                    | 18 655                    | 16 542                    | 16 300                    | - 01 : Les Flamants ‹H› - 02 : Fontobscure ‹H› - 03 : Centre Urbain ‹H› - 04 : Busserine ‹H› - 05 : Picon-Font Vert ‹H› - 06 : Parc Saint-Barthélemy S.N.C.F. ‹H› - 07 : Villecroze ‹H›                                                                                |
| 14e arrond. (VIIe secteur)  | 13 214 06      | Saint-Joseph         | 3 638                     | 3 808                     | 5 782                     | 4 913                     | - 01 : Fontainieu ‹H› - 02 : Grand Séminaire ‹H› - 03 : Roches Claires ‹D› |
| 14e arrond. (VIIe secteur)  | 13 214 06      | Sainte-Marthe        | 5 185                     | 5 246                     | 5 412                     | 5 898                     | - 01 : Anatole de la Forge ‹H› - 02 : Camp Militaire ‹A› - 03 : Carrière de Sainte-Marthe ‹D› |
| 15e arrond. (VIIIe secteur) | 13 215 01      | Les Aygalades        | 7 414                     | 6 629                     | 6 342                     | 6 270                     | - 01 : H.L.M. Aygalades ‹H› - 02 : Le Castellas ‹H› - 03 : Montleric Gherzo ‹H› - 04 : Vallon Giraudy ‹D› |
| 15e arrond. (VIIIe secteur) | 13 215 02      | Borel                | 4 477                     | 4 385                     | 3 116                     | 2 621                     | - 01 : La Savine ‹H› - 02 : La Mûre ‹H› |
| 15e arrond. (VIIIe secteur) | 13 215 03      | La Cabucelle         | 8 884                     | 9 488                     | 7 794                     | 8 573                     | - 01 : Oddo ‹H› - 02 : Denis Papin ‹H› - 03 : Bernabo ‹H› - 04 : Lyon Mazarade ‹A› |
| 15e arrond. (VIIIe secteur) | 13 215 04      | La Calade            | 6 472                     | 6 313                     | 6 719                     | 6 649                     | - 01 : Consolat ‹H› - 02 : Cap Janet ‹H› |
| 15e arrond. (VIIIe secteur) | 13 215 05      | Les Crottes          | 6 457                     | 4 223                     | 2 900                     | 3 686                     | - 01 : Zoccolat ‹H› - 02 : Cap Pinède ‹A› |
| 15e arrond. (VIIIe secteur) | 13 215 06      | La Delorme           | 7 145                     | 6 066                     | 5 640                     | 6 485                     | - 01 : Germaine-Servières ‹H› - 02 : Maurelette ‹H› - 03 : La Dauphine-Tilleuls ‹H› - 04 : Z.I. La Delorme ‹A› |
| 15e arrond. (VIIIe secteur) | 13 215 07      | Notre-Dame Limite    | 10 693                    | 12 446                    | 11 334                    | 11 653                    | - 01 : La Solidarité ‹H› - 02 : Kalliste ‹H› - 03 : Baumillons ‹H› - 04 : Fabrettes Bourrély ‹H› - 05 : Édouard Toulouse ‹A› |
| 15e arrond. (VIIIe secteur) | 13 215 08      | Saint-Antoine        | 6 379                     | 6 436                     | 7 043                     | 7 287                     | - 01 : Résidence Nord ‹H› - 02 : Palanque-Vallon des Tuves ‹H› - 03 : Plan d'Aou-Mimet ‹H› |
| 15e arrond. (VIIIe secteur) | 13 215 09      | Saint-Louis          | 9 089                     | 9 188                     | 10 119                    | 11 306                    | - 01 : Créneaux-Parc Saint-Louis ‹H› - 02 : Campagne Lévêque-Abattoirs ‹H› - 03 : Cité et Résidence Saint-Louis ‹H› |
| 15e arrond. (VIIIe secteur) | 13 215 10      | Verduron             | 8 726                     | 8 846                     | 8 695                     | 8 364                     | - 01 : La Bricarde ‹H› - 02 : La Castellane ‹H› - 03 : Verduron Village ‹H› |
| 15e arrond. (VIIIe secteur) | 13 215 11      | La Viste             | 5 659                     | 6 788                     | 6 718                     | 6 755                     | - 01 : Cités de la Viste ‹H› - 02 : La Viste Village ‹H› |
| 16e arrond. (VIIIe secteur) | 13 216 01      | L'Estaque            | 5 970                     | 6 391                     | 6 239                     | 5 857                     | - 01 : Château Bovis ‹H› - 02 : Château Fallet ‹H› - 03 : Fenouil Sacoman ‹H› - 04 : Saumaty ‹A› - 05 : La Nerthe ‹D› |
| 16e arrond. (VIIIe secteur) | 13 216 02      | Les Riaux            | 781                       | 614                       | 659                       | 725                       | - 01 : Les Riaux ‹H› |
| 16e arrond. (VIIIe secteur) | 13 216 03      | Saint-André          | 5 101                     | 4 501                     | 4 046                     | 3 712                     | - 01 : Grawitz Labro ‹H› - 02 : Séon ‹H› |
| 16e arrond. (VIIIe secteur) | 13 216 04      | Saint-Henri          | 5 605                     | 5 595                     | 5 446                     | 5 191                     | - 01 : Mourepiane ‹H› - 02 : Bassins Mirabeau ‹A› - 03 : La Pelouque ‹H› |

## Quelques quartiers non officiels
- Le Panier (2e arrondissement) : le plus vieux quartier de Marseille, officiellement inclus dans les quartiers de l'Hôtel-de-Ville et des Grands-Carmes.
- Longchamp (1er, 4e) : autour du Palais Longchamp et du boulevard du même nom, sur les quartiers des Cinq-Avenues et Saint-Charles.
- Les Mobiles, ou les Réformés (1er) : vaste espace situé en haut de la Canebière, à la jonction des Allées de Meilhan, face à l'église Saint-Vincent-de-Paul, dite « des Réformés », et comportant en son centre un monument aux Gardes mobiles, lieu de promenade ou de rassemblement pour les manifestations syndicales, politiques ou autres (« Rendez-vous aux Mobiles »).
- Le Racati (3e), ancien quartier, proche de la Porte d'Aix, où s'est installée la Faculté Saint-Charles.
- La Plaine (6e) : avec la place Jean-Jaurès, le cours Julien et Notre-Dame-du-Mont ; parfois nommé « le Plateau », traduction correcte en français du provençal lou Plan.
- Les Catalans (7e) : partie du Pharo ; sa plage est la plus proche du centre-ville.
- Le Vallon des Auffes (7e), au fond d'une crique de la Corniche, entre les Catalans et Endoume.
- Malmousque (7e) : presqu'île à la pointe du quartier administratif d'Endoume.
- La Madrague (de Montredon) (8e) : petit port au cœur de Montredon, tenant son nom d'une ancienne pêcherie ; ne pas confondre avec la Madrague-Ville, située dans le 15e arrondissement[1].
- Roy d'Espagne (8e et 9e) : dans le quartier administratif de La Pointe Rouge et débordant à l'est sur Sormiou ; doit son nom à l'ex-roi d'Espagne Charles VI de Bourbon qui, exilé à Marseille, se rendait souvent dans ce lieu alors campagnard[2].
- La Rouvière : cette immense copropriété localisée dans le quartier administratif de la Panouse est situé en haut du boulevard du Redon a été construite au tournant des années 1960-1970. Elle constitue une "ville dans la ville" et s'apparente à un quartier à part entière pour de nombreux marseillais.
- Luminy (9e) : campus universitaire et technopôle créé en 1968 dans le domaine boisé éponyme ; partie du quartier administratif du Redon.
- Vert-Plan (9e) : correspond à la partie nord du quartier de Sormiou, pour les espaces situés entre le chemin de la Soude, le chemin du Roy d'Espagne et la limite jouxtant les quartiers Vieille Chapelle et la Pointe Rouge.
- Les Trois-Ponts (11e) : petit village d'abord tapi dans un creux au pied du Mont Sainte-Croix, puis étiré sur la colline ; doit son nom à un petit aqueduc à trois arches du canal de Marseille qui en marque l'entrée.
- Beaumont (12e) : entre les noyaux villageois de Saint-Barnabé et Saint-Julien, principal quartier arménien de la ville.
- Le Petit-Bosquet (12e et 13e) : petit quartier situé en bordure de l'avenue de Montolivet. Lors du balisage des quartiers en 1998, la mairie avait à tort nommé le quartier « Montolivet » ; les habitants s'étaient empressés de corriger l'erreur sur les panneaux alors implantés dans le quartier[réf. nécessaire].
- Mourepiane (16e) : petit village côtier séparé de la mer par des installations portuaires et industrielles, juste avant L'Estaque.
- Dromel (9e) : quartier dont le cœur est la station de métro Sainte-Marguerite Dromel, assez animé les jours de matchs, La Tribune Ganay du Vélodrome donnant sur le quartier.
- La Cayolle (9e) : quartier le plus au sud de la ville, cette cité est la porte d’entrée pour accéder à la Calanque de Sormiou.
- Saint-Thys (10e) : quartier situé près des montagnes des Calanques, il est marqué par l’avenue de Saint-Thys ainsi que l’avenue du Corps Expéditionnaire Français, incluant également la résidence des Grands Pins et de Saint-Cyr.
- Borély (8e) : quartier qui borde la mer, très fréquenté par les marseillais et les touristes, notamment l’été puisqu’il comporte le Parc Borély, la plage ainsi que l’Escale Borély (qui inclut la grande roue de Marseille).
- Cours Julien (6e) : très célèbre endroit branché de Marseille, prisé par les touristes ainsi que la jeunesse marseillaise, ce quartier d’artistes, très animé et voisin de La Plaine, est marqué par les escaliers du même nom, souvent personnalisés par des artistes, ou souvent peint aux couleurs du drapeau palestinien.
- Benza (10e) : copropriété d’un millier d’habitants, située sur le boulevard Romain Rolland, celle-ci comme de nombreuses copropriétés marseillaises est fortement dégradée, ce qui lui a valu la visite d’Emmanuel Macron.
- La Cravache (9e) : située sur le Boulevard Michelet et proche du Stade Vélodrome, secteur pourtant réputé pour être assez aisé, cette copropriété est également connue pour s’être dégradée au fil du temps.
- Marseilleveyre (9e) : petit quartier faisant administrativement parti de la Pointe-Rouge, il porte le nom du massif et des calanques qui se situent au sud de celui-ci.
- Valmante (9e) : grande copropriété, voisine de celle de la Rouvière, comprenant de nombreux commerces.
- La Castellane (15e et 16e) : vaste cité des quartiers nord, connue notamment pour sa criminalité.
- La Bricarde (15e) : cité voisine de la Castellane, celle-ci est également connue pour son trafic de stupéfiants et sa criminalité.
- Campagne-Lévêque (15e) : situé dans les quartiers nord, ce quartier se démarque notamment par sa grande barre orange, visible depuis la partie sud de la ville.

## Comités d'intérêt de quartier
Chaque quartier officiel compte un ou plusieurs comités d'intérêt de quartier (CIQ).
De nature associative, ces CIQ sont ouverts à tous les habitants, et sont reconnus comme interlocuteurs par la municipalité et les élus locaux pour tout ce qui touche à la vie quotidienne des habitants (services publics, sécurité, circulation). Ils participent à l'animation de la vie locale (lotos, marchés aux puces, fêtes).
Les CIQ de chaque arrondissement sont regroupés en fédération, et les fédérations en confédération au niveau de la ville. Certaines fédérations de CIQ publient des bulletins d'information à destination des habitants de leurs quartiers.

## Origine des noms de quartiers

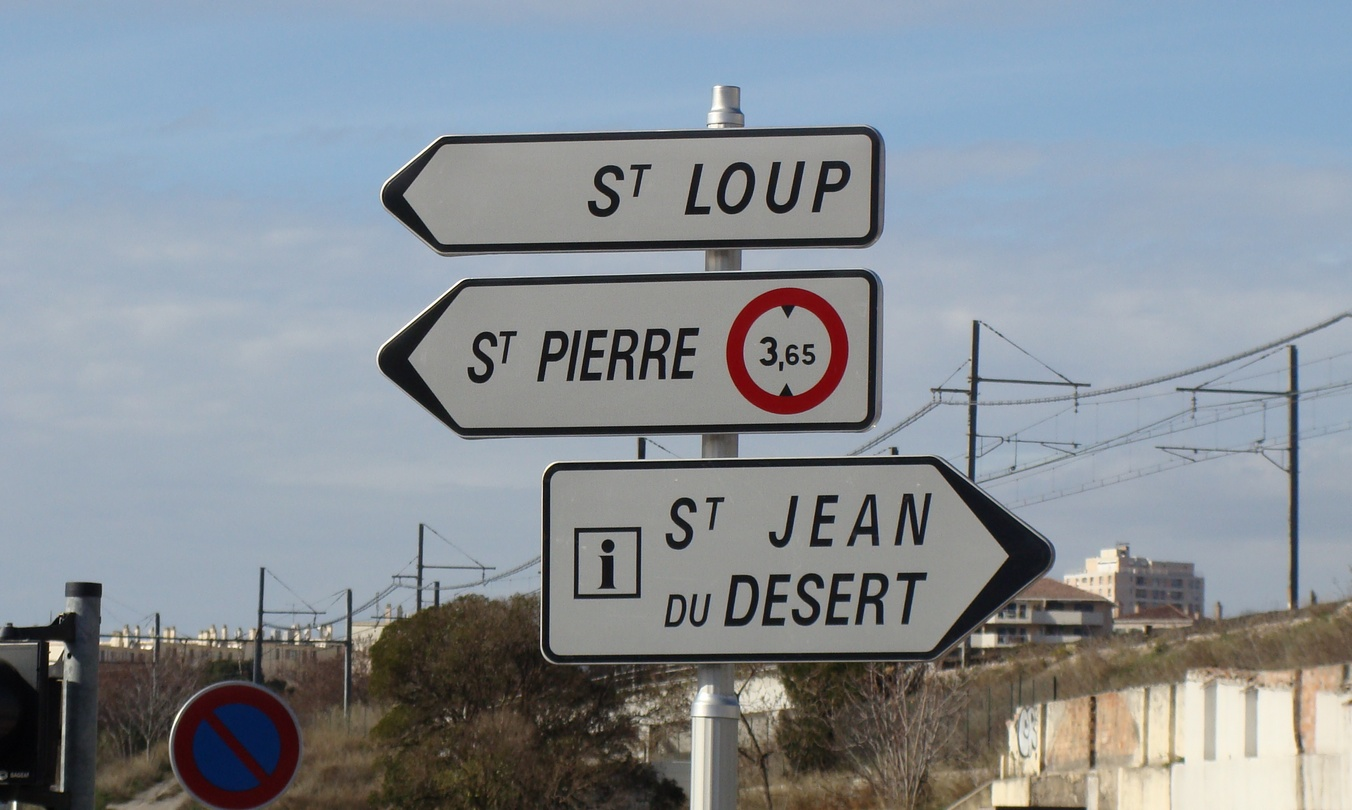
Panneau indicateur sur l'avenue Jean-Lombard. (11e arrondissement).

Nombre des quartiers de Marseille, surtout en périphérie, sont structurés autour d'un ancien noyau villageois avec sa place principale et son église, ce qui explique le nombre élevé de quartiers (30 parmi les seuls officiels) portant le nom d'un saint, au besoin inventé (Saint-Tronc) ou déformé (la Valentine pour Saint-Valentin).
Dans les anciennes zones intermédiaires rattrapées par l'urbanisation, l'habitat développé sur les anciens terrains d'une « campagne » a pris le nom du domaine dont il a pris la place (la Blancarde, Air-Bel), ou de ses propriétaires (les Camoins), ou les deux (Grande-Bastide-Cazaulx).
Enfin d'autres quartiers ont simplement pris le nom d'un élément géographique, économique ou humain local : le Roucas-Blanc (colline rocheuse calcaire), la Nerthe (la myrte), la Madrague (pêcherie au thon), Menpenti (« je m'en repends »).

### Ouvrages relatifs aux quartiers de Marseille
- André Bouyala d'Arnaud, Évocation du Vieux Marseille, Paris, les Éditions de Minuit, 1985 (1re éd. 1959) (ISBN 2-7073-0015-2).
- Robert Bouvier, Origine des Quartiers de Marseille, Marseille, Éditions Jean-Michel Garçon, 1988 (ISBN 2-9502847-0-1).
- Didier Deléglise, Marseilles, croquis. Marseille plurielle et ses quartiers singuliers. Editions D.deleglise, 2009 -  (ISBN 2746609282 et 978-2746609280)